# Bernard Lachaniette
Bernard Lachaniette es un pintor y escultor francés, nacido en Limoges el año 1949. Su trabajo como esmaltador continúa la tradición figurativa del artesano lemosino Léon Jouhaud. Algunas de sus obras han sido adquiridas por los Fondos Regionales de Arte Contemporáneo de la Región de Lemosín y por la Fundación Pagani en Milán.